# Avon Championships of Houston 1981
Avon Championships of Houston 1981  — жіночий тенісний турнір, що проходив на закритих кортах з килимовим покриттям Summit у Х'юстоні (США). Належав до Avon Championships Circuit 1981. Відбувся водинадцяте і тривав з 16 до 22 лютого 1981 року. Друга сіяна Гана Мандлікова здобула титул в одиночному розряді й отримала за це 22 тис. доларів США.

## Фінальна частина

### Одиночний розряд
Гана Мандлікова —  Беттіна Бюнге 6–4, 6–4
- Для Мандлікової це був 1-й титул за рік і 14-й — за кар'єру.

### Парний розряд
Сью Баркер /  Енн Кійомура —  Регіна Маршикова /  Mary Lou Piatek 5–7, 6–4, 6–3

## Розподіл призових грошей
| Дисципліна       | П       | F       | 3-тє   | 4-те   | ЧФ     | 1/8    | Prel. round |
| Одиночний розряд | $22,000 | $11,800 | $6,200 | $5,900 | $3,000 | $1,650 | $900        |